# Christiane Jatahy
Christiane Jatahy est une metteuse en scène, actrice, dramaturge et cinéaste brésilienne, née en 1968 à Rio de Janeiro. Elle dirige la compagnie Vértice de teatro.

## Biographie
Christiane Jatahy grandit au Brésil, dans une famille d'artistes et se passionne pour le cinéma et la littérature.
Son travail se situe précisément à mi-chemin entre la scène et l'image, ses spectacles sont des dispositifs qui conjuguent le théâtre et le cinéma ou la vidéo, interrogeant en permanence la frontière entre l'acteur et le public, la fiction et le documentaire. 
Tout d'abord comédienne, elle passe à la mise en scène en 2004 avec la création de Conjugado. En 2008, sa pièce A falte que nos move, fruit de quatre ans de création, se décline en une pièce de théâtre et un film de cinéma expérimental tourné grâce à une caméra disposée sur scène.
Avec sa compagnie Vértice de Teatro, elle crée une trilogie autour de figures féminines du répertoire classique : Julia d'après Mademoiselle Julie d'August Strindberg en 2012, What if they went to Moscow d'après Les Trois Sœurs de Anton Tchekhov en 2014 et A Floresta que anda d'après Macbeth de William Shakespeare en 2016. Mêlant cinéma et théâtre, ces adaptations abordent des thématiques contemporaines, comme la situation politique au Brésil ou la question des migrants, avec la participation active des spectateurs. La comédienne Julie Bernat incarne des rôles principaux dans chacune de ces pièces.
En 2017, elle met en scène La règle du jeu à la Comédie-Française, adaptation théâtrale du chef-d'œuvre de Jean Renoir,,.
Avec Notre Odyssée, elle livre une relecture d'Homère autour de l'exil en deux volets : Ithaque crée au Théâtre de l'Odéon en 2018 puis Le présent qui déborde présenté au festival d'Avignon en 2019,,.
Christiane Jatahy est artiste associée au Centquatre-Paris et à l'Odéon-Théâtre de l'Europe.

## Spectacles (sélection)

### Mise en scène
- 2004 : Conjugado
- 2008 : A falta que nos move
- 2012 : Julia, adapté de Mademoiselle Julie d'August Strindberg
- 2014 : What if they went to Moscow, adapté des Trois Soeurs de Tchekhov
- 2016 : A Floresta que anda, adapté de Macbeth de Shakespeare
- 2017 : La Règle du jeu, adapté du film de Jean Renoir, avec la troupe de la Comédie-Française
- 2018 : Ithaque - Notre Odyssée 1, créé au Théâtre de l'Odéon
- 2019 : Le présent qui déborde - Notre Odyssée 2, créé au Festival d'Avignon
- 2021 : Entre chien et loup, d'après Dogville de Lars von Trier, créé au Festival d'Avignon[10]
- 2022 : Depois do silêncio, d'après Charrue tordue de Itamar Vieira Junior
- 2023 : Nabucco de Giuseppe Verdi, au Grand Théâtre de Genève
- 2024 : Hamlet, adapté de la pièce de Shakespeare

## Distinctions
- 2012 : Prix Prêmio Shell de Teatro pour la mise en scène de Julia
- 2015 : Prix Prêmio Shell de Teatro pour la meilleure mise en scène pour What if they went to Moscow et prix de la meilleure interprétation (Stella Rabello)
- 2022 : Lion d'or de la Biennale de Venise pour l'ensemble de son œuvre théâtrale[11]
- 2022: décoration – chevalière de l’ordre des Arts et des Lettres reçue par le Ministère de la Culture France